# Njapsanjaure
Njapsanjaure (sydsamiska Snjaptjanjaevrie) är en sjö i Strömsunds kommun i Jämtland och ingår i Ångermanälvens huvudavrinningsområde. Sjön har en area på 0,421 kvadratkilometer och ligger 756,7 meter över havet. Sjön avvattnas av vattendraget Njapsanbäcken.

## Delavrinningsområde
Njapsanjaure ingår i det delavrinningsområde (717812-143022) som SMHI kallar för Utloppet av Njapsanjaure. Medelhöjden är 876 meter över havet och ytan är 3,97 kvadratkilometer. Räknas de 3 avrinningsområdena uppströms in blir den ackumulerade arean 11,58 kvadratkilometer. Njapsanbäcken som avvattnar avrinningsområdet har biflödesordning 3, vilket innebär att vattnet flödar genom totalt 3 vattendrag innan det når havet efter 347 kilometer. Avrinningsområdet består mestadels av kalfjäll (89 procent). Avrinningsområdet har 0,45 kvadratkilometer vattenytor vilket ger det en sjöprocent på 11,2 procent.